# Claude-Juste-Alexandre Legrand
Pour les articles homonymes, voir Legrand.
 (décembre 2019).
Si vous disposez d'ouvrages ou d'articles de référence ou si vous connaissez des sites web de qualité traitant du thème abordé ici, merci de compléter l'article en donnant les références utiles à sa vérifiabilité et en les liant à la section « Notes et références ».
Claude Juste Alexandre Louis Legrand est un général français de la Révolution et de l’Empire, né au Plessier-sur-Saint-Just (Oise) le 23 février 1762 et mort à Paris le 9 janvier 1815.

## Biographie
Il entre comme soldat dans le régiment Dauphin-Infanterie le 16 mars 1777, devient caporal le 3 février 1781, et sergent le 1er janvier 1782. Il est parvenu au grade de sergent-major le 1er juin 1786, lorsqu'il obtint son congé pour se marier.
Exalté en 1790 par le sentiment de la liberté, Legrand reprend le 1er mai du service comme soldat dans la garde nationale de Metz, et est nommé chef d'un bataillon de volontaires de la Moselle le 1er mai 1791. Chargé par le gouvernement de l'inspection d'une partie des troupes de la Moselle en 1792, il mérite par ses talents d'être élevé au grade de général de brigade le 20 septembre 1793.
Il se rend ensuite dans la Vendée avec une des colonnes de l'armée de Mayence, rejoint celle de Sambre-et-Meuse, et s'empare à l'affaire de Nancy d'une pièce de canon chargée à mitraille, au moment où un canonnier va y mettre le feu. Dans ce combat où tous les hommes de son détachement, au nombre de 30, sont blessés ou tués, Legrand reçoit quatre légères blessures. À Arlon il justifie la confiance qu'on a en sa valeur.
À la bataille de Fleurus, il combat avec une grande distinction. Quand les ailes de l'armée, obligées de se replier, ont en partie passé la Sambre, il défend au centre, avec quatre bataillons et une compagnie d'infanterie légère, le village d'Heppignies, trois fois attaqué dans cette journée par des forces supérieures. Il conserve ce poste important, fait éprouver une perte considérable à l'ennemi, donne le temps à l'armée française de reprendre l'offensive, et contribue ainsi au gain de la bataille, qui est resté incertain jusqu'à six heures du soir. À partir de cette époque sa vie n'est plus qu'une suite de travaux, de combats et de brillants succès.

### Campagne de l'an III
La campagne de l'an III s'ouvre par le passage du Rhin. Chargé de franchir le fleuve au-dessus de Düsseldorf avec une partie des grenadiers de la 7e division, le général Legrand s'embarque avec sa troupe au milieu de la nuit du 17 au 18 fructidor. La lune qui vient de se lever permet à l'ennemi de voir tous les mouvements des Français. À l'aspect de la flottille, les Autrichiens dirigent sur elle le feu de toutes leurs batteries. Le Rhin semble rouler des eaux embrasées. La surprise et l'ardeur des combattants, le danger de cette attaque sur un fleuve rapide, les pièces de canon tonnant à coups pressés, forment, avec les obus qui se croisent sur le fleuve, le tableau le plus horrible et le plus majestueux des fureurs de la guerre. Legrand, impatient de se voir aux prises avec l'ennemi, s'élance dans les flots, en s'écriant : Camarades, suivez-moi ! Ses grenadiers, électrisés par son exemple, se précipitent sur ses pas. La charge bat, le général français s'avance audacieusement contre les Autrichiens, surpris d'une telle audace, culbute 2 000 hommes campés en arrière de l'anse de Hahnheim, s'empare d'une batterie de 7 pièces de canon qui défendaient le débouché de la Erft, se porte rapidement sur Düsseldorf, dont il se rend maître, et fait prisonniers 2 000 hommes de troupes palatines qui forment la garnison de cette place. Cette audacieuse opération est terminée en moins de sept heures. Le général en chef Jourdan, dans le rapport qu'il fait à la Convention sur le passage du Rhin, s'exprime ainsi : «La conduite du général Legrand et son intrépidité sont au-dessus de tous les éloges. »

### Campagne de l'an IV

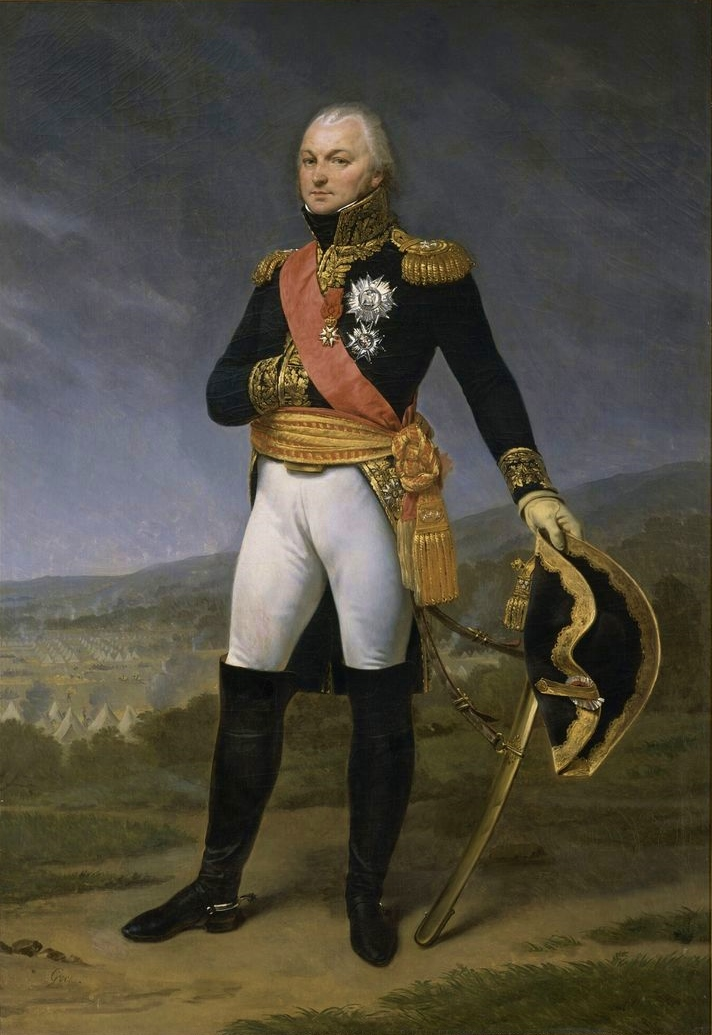
Le général Claude Juste Alexandre Legrand, par Antoine-Jean Gros.

La campagne de l'an IV en Allemagne lui fournit de nouvelles occasions de se distinguer. Le 30 thermidor, le général Championnet lui donne l'ordre de se glisser, avec deux bataillons de la 92e demi-brigade et un escadron de dragons, dans les gorges de Niessas pour essayer de tourner la gauche des Autrichiens par Wolsfeld. Arrivé au débouché des gorges, Legrand se trouve à Lainhoffen, en face d'un ennemi supérieur, protégé par une artillerie formidable. En apercevant le danger de sa position, le général français suspend prudemment sa marche dans un petit bois où les Autrichiens essayent de le cerner, repousse vigoureusement leurs attaques, et se maintient jusqu'au moment où le général Championnet vient le dégager. Il donne de nouvelles preuves de courage à l'attaque des hauteurs de Poperg et de Lansfeld, où l'ennemi est repoussé jusqu'à Amperg, ce qui facilite la prise de Cassel par le général Bonnaud. Pendant la même campagne le général Legrand à la tête de douze compagnies d'infanterie franchit une seconde fois le Rhin à Weißenthurm, vis-à-vis Neuwied, chasse les Autrichiens de leurs retranchements, leur fait éprouver des pertes considérables, et les tient en échec autant de temps qu'il en faut pour établir un pont sur le fleuve.
À la journée de Wurtzbourg, le 18 messidor, sa brigade, disséminée sur une étendue de deux lieues, est enveloppée par 3 000 chevaux et 10 000 hommes d'infanterie. Le général français, frappé de l'imminence du péril, réunit promptement ses soldats, attaque l'ennemi avec résolution, se fraye un passage à travers ses colonnes, opère sa retraite avec la plus grande opiniâtreté, et protège celle de la cavalerie de l'armée qui se trouve sérieusement compromise. Il ne déploie ni moins de bravoure, ni moins d'habileté au combat de Liptingen, où il a deux chevaux tués sous lui.

### Campagne de l'an V
En l'an V les Autrichiens, au nombre de 1 200 hommes, ayant effectué un passage du Rhin à Neudorf, attaquent la brigade du général Legrand qui est dispersée depuis le confluent de la Lahn jusqu'à Neuwic. Le général rassemble à la hâte deux compagnies de grenadiers et 25 dragons, marche à la rencontre de l'ennemi, l'attaque avec impétuosité, le culbute dans le fleuve et lui fait 400 prisonniers. La guerre suspendue en l'an VI par les négociations de Rastadt, se rallume en l'an VII, avec plus de fureur entre la France et l'Autriche.
Legrand, promu au grade de général de division par un arrêté du 1er floréal (20 avril 1799), prend le commandement des troupes stationnées sur la rive droite du Rhin, et établit son quartier général à Kork, en avant du fort de Kehl. Obligé de se retirer momentanément à Strasbourg pour rétablir sa santé altérée par les fatigues de la guerre, il débute à peine sa convalescence lorsque le général Masséna, jaloux de s'entourer d'officiers distingués, l'appelle près de lui en Helvétie, mais Legrand vient reprendre son premier poste sur la rive droite du Rhin, aussitôt que l'ennemi s'est renforcé dans la vallée de la Kinzig.
Le 18 messidor, des forces supérieures assaillent ce général sur toute sa ligne : elles débouchent par la vallée de la Kinzig, par celle d'Erbach, se dirigeant sur Oberkirch, Offenbourg et Attenheim. Les avant-postes français, attaqués à l'improviste, sont contraints d'évacuer Offenbourg et de se replier sur la forêt de Neumühl, à une petite lieue de Kehl. Renforcé par des troupes fraîches, le général Legrand reprend aussitôt l'offensive, repousse l'ennemi jusqu'à Offenbourg, le culbute après un combat des plus opiniâtres, et reprend par son courage l'avantage que les Autrichiens n'ont dû qu'à la surprise et à la supériorité de leurs forces.

### An VIII
En l'an VIII, on lui confie de nouveau le commandement d'une division à la gauche de l'armée d'Allemagne. C'est lui qui, le 1er floréal, soutint en avant d'Erbach le premier choc de l'armée ennemie. Le 2 prairial suivant il se distingue au combat de Dellmensingen. Dans la campagne suivante, il a aussi la gloire, sous les ordres de Moreau, d'attacher son nom à la célèbre bataille de Hohenlinden.
Pendant que les divisions du centre combattent sur le front de la ville de ce nom, le prince Ferdinand Charles Joseph d'Autriche-Este qui a suivi la rive gauche de l'Isen à la tête de dix-huit bataillons, de quatre régiments de cavalerie et 15 pièces d'artillerie, se dispose déjà à tourner le bois d'Opirechling pour s'emparer de la redoute d'Erdingen, afin de couper les communications des Français avec Munich, de les prendre à dos et de neutraliser les succès que le centre a obtenus. Le général Legrand, pénétrant les desseins du prince Ferdinand, donne aussitôt le signal du combat. Ses troupes fondent avec impétuosité sur l'ennemi, taillent en pièces tout ce qui s'oppose à leur passage, lui enlèvent 3 000 hommes, 4 pièces de canon et le forcent de se retirer en désordre dans la vallée de Dorsen, où le lendemain elles lui prennent encore 1 500 prisonniers. Les Autrichiens n'opposent plus que des efforts impuissants à la marche victorieuse de l'armée du Rhin ; l'aile gauche ayant franchi la Salza, partie à Laussen, partie à Rurg-Haussen, atteint la route de Rica, fait le blocus de Braunau, marche sur Schärding, et occupe Wels après une marche forcée. Le général Legrand qui commande l'avant-garde, enlève en route plus de 1 200 hommes à l'ennemi.

### Ans IX-XIV
Lorsque la paix signée à Lunéville vient borner le cours de tant de triomphes, le gouvernement le choisit le 29 messidor an IX pour commander le Piémont, devenu la 27e division militaire. Il prouve qu'il sait unir aux talents du général les qualités non moins précieuses de l'administrateur. Dès son arrivée à Turin il y rétablit les services désorganisés, purge les routes des brigands qui les infestent, et parvient à faire chérir et respecter le nom français par la sagesse de ses mesures et la fermeté de son caractère.
Mis à la disposition du gouvernement le 8 ventôse an X, le général Legrand est nommé inspecteur général d'infanterie le 5 germinal an XI. Il reçoit le commandement de la 3e division au camp de Saint-Omer le 12 fructidor de la même année, devint chevalier de la Légion d'honneur le 19 frimaire an XII, puis officier le 25 prairial suivant.
Dans la campagne de l'an XIV en Allemagne, Legrand commande une des divisions d'infanterie sous les ordres du maréchal Soult (3e division d'infanterie du 4e corps). On le voit aux combats de Wertingen et de Hollabrunn décider en faveur des Français les succès de ces deux journées. À Austerlitz, il soutient avec une seule brigade, pendant près de dix heures, aux défilés de Telnice et de Sokolnice, tous les efforts de l'aile gauche de l'armée russe, lui fait 3 000 prisonniers et lui enlève 12 pièces de canon. En récompense de ses exploits dans cette journée, le général Legrand est créé le 17 nivôse an XIV (7 janvier 1806), grand aigle de la Légion d'honneur (dignité actuelle de grand-croix).

### 1808-1815
Après la bataille d'Iéna au succès de laquelle il contribue, ce général combat plus tard à Lübeck, à Eylau, à Heilsberg, puis à l'attaque de Kœnigsberg dont il enlève les faubourgs à la tête de sa division. Après le traité de Tilsit, signé le 7 juillet 1807 avec l'empereur de Russie et le 9 du même mois avec la Prusse, le général Legrand est récompensé de ses brillants services par le titre de comte de l'Empire le 10 mars 1808 ; distinction à laquelle Napoléon Ier ajoute une dotation de 30 000 francs de rente.
Chargé du commandement du camp de Moewe en 1808 il y reçoit l'empereur Alexandre à son retour dans ses États. Ce général soutient sa réputation dans la campagne d'Autriche et de Pologne en 1809. Sa division concourt à la prise de la ville et du château d'Ebersberg. À la bataille d'Essling, Legrand fait des prodiges de valeur. Placé par Masséna au village de Gross-Aspern dont la défense lui a été confiée, il a un cheval tué sous lui en repoussant avec succès trois charges dirigées contre ce village par le général autrichien Johann von Hiller. Il s'illustre encore pendant la bataille de Wagram où un obus lui enlève son chapeau.
Mis en disponibilité le 23 juillet 1810 et désigné pour une inspection générale le 30 août 1811, il reçoit l'ordre de se rendre au corps d'observation de l'Elbe le 25 décembre de la même année. Le général Legrand met le comble à sa gloire dans la campagne de Russie, en combattant à la tête de l'arrière-garde du 2e corps.
Après la bataille de Kliastitsy, ce corps obligé d'opérer sa retraite se voit menacé du plus grand danger, harcelé qu'il est continuellement par les Russes. Legrand résolut de sortir de cette position critique. Il forme aussitôt ses troupes en colonnes d'attaque, se précipite sur l'ennemi, renverse tout ce qui s'oppose à son passage, lui fait 2 000 prisonniers, lui prend 13 pièces de canon et le rejette en désordre au-delà de la Drissa. Il rend aussi d'importants services à Polotsk, y a un cheval tué sous lui, et reçoit de Gouvion-Saint-Cyr le commandement du 2e corps d'armée lorsque ce maréchal a été blessé. C'est à lui qu'est réservé l'honneur de forcer le 12 novembre 1812 le passage de la Bérézina ; il l'effectue sous le feu d'un ennemi que nos revers rendent plus redoutable encore, action qui sauve peut-être les débris des phalanges françaises des fourches caudines que leurs ennemis leur ont préparées.
Gravement blessé dans ce combat, Legrand se rend en France, y devient sénateur le 5 avril 1813, organise la défense de Chalon-sur-Saône en 1814, devient Pair de France le 4 juin, chevalier de Saint-Louis le 27 du même mois, et meurt à Paris, le 9 janvier 1815, des suites de la blessure qu'il a reçue sur les bords de la Bérézina.

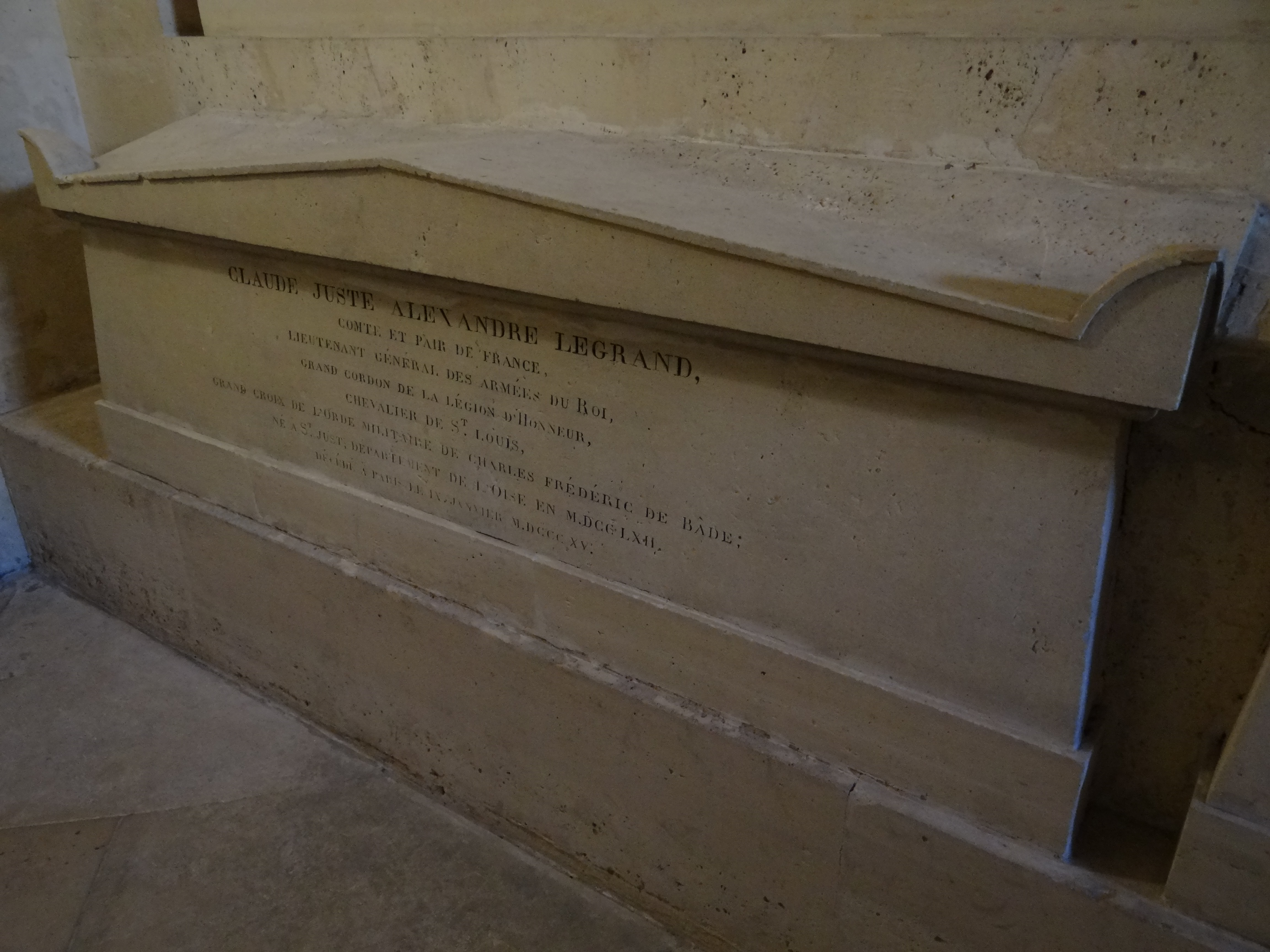
Le tombeau de Claude-Juste-Alexandre Legrand au Panthéon.

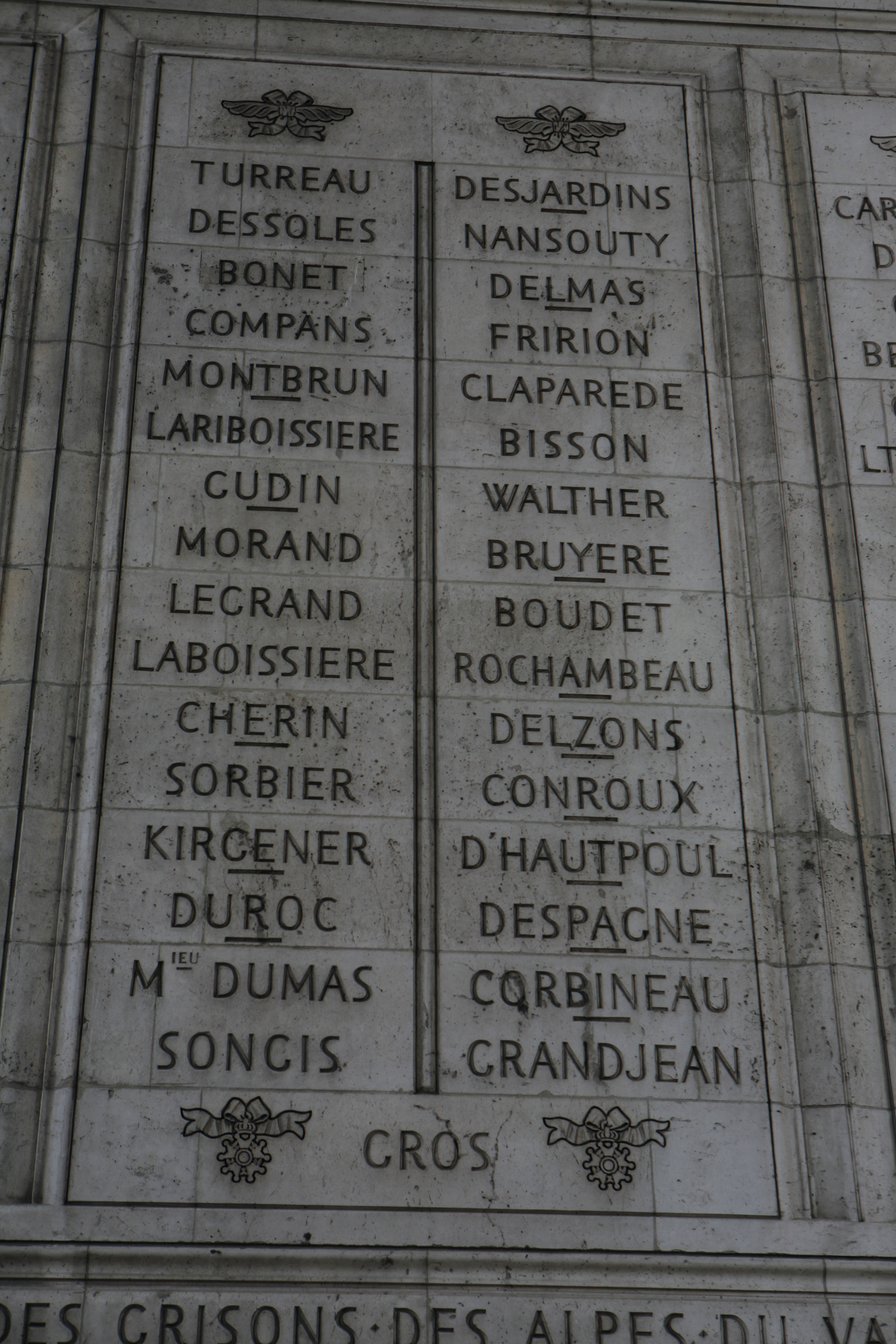
Noms gravés sous l'arc de triomphe de l'Étoile : pilier Est, 15e et 16e colonnes.

Sa dépouille mortelle est déposée au Panthéon de Paris, et son nom est inscrit au côté Est de l'arc de triomphe de l'Étoile.
On voit à l'hôtel de ville de Metz, patrie d'adoption de Legrand, le portrait de cet officier-général, que le conseil municipal de cette ville y fait placer à côté des Messins dont les noms ont été consacrés par la reconnaissance publique.